# Serene Khader
Serene J. Khader ist eine amerikanische Moralphilosophin, politische Philosophin und Feministische Theoretikerin.
Sie hat eine Professur an der Brooklyn College, City University of New York  und den Jay-Newman-Lehrstuhl für Kulturphilosophie inne und ist Angehörige des CUNY Graduate Center. Ihre Forschungs-Schwerpunkte sind Moralphilosophie, Moralpsychologie, Feministische Philosophie und globale Gerechtigkeit. Im April 2017 wurde sie zur Vizepräsidentin der Human Development and Capabilities Association gewählt.

## Forschung
Ein Großteil ihrer Arbeit befasst sich mit dekolonialen, transnationalen, postkolonialen und globalen Feminismen. Sie befasst sich mit der Universalismus/Relativismus-Debatte. Khader vertritt die Ansicht, dass es möglich ist, die Unterdrückung der Geschlechter in der ganzen Welt zu bekämpfen, ohne die westliche Kultur als Vorbild zu nehmen.
Sie ist bekannt für ihre Arbeit über Autonomie und Agency unter Bedingungen der Unterdrückung. Sie argumentiert, dass relationale Konzepte von Autonomie die Unterdrückung verstärken, indem sie Frauen einer ungerechtfertigten Bevormundung unterwerfen. Sie wendet diese Argumente auf Fälle an, in denen Frauen im globalen Süden „adaptive Präferenzen“ zugeschrieben werden. Sie argumentiert, dass es sich bei den Fällen, in denen Frauen ihre Unterdrückung zu verinnerlichen scheinen, in Wirklichkeit um eigennützige Anpassungen an ungerechte Bedingungen handelt, und erklärt, warum Frauen, die ihre Unterdrückung verinnerlicht haben, dennoch bei Interventionen zur Veränderung ihres Lebens und ihrer Gemeinschaften konsultiert werden sollten.
Khader entlarvt zudem den Mythos, dass Mikrofinanzierungsprogramme die Frauen in der Dritten Welt stärken. Aufbauend auf den Arbeiten von Marilyn Waring und anderen feministischen Theoretikern argumentiert sie, dass Frauen keine zu wenig genutzte Ressource sind, sondern tatsächlich bereits übermäßig ausgelastet sind, dass aber mehr getan werden muss, um die unbezahlte Arbeit, die sie bereits leisten, anzuerkennen, anstatt sie mit weiteren unternehmerischen Pflichten zu belasten.

## Bildung
Khader schloss ihr Grundstudium (BA) in Philosophie und International Studies in der   University of Oregon (2002) ab und ihren Doktor (PhD) in Philosophie und ein Abschlusszertifikat in Women´s Studdies an der Stony Brook University (2008).

## Werke

### Monografien
- Adaptive Preferences and Women's Empowerment, Oxford University Press, 2011
- Decolonizing Universalism: A Transnational Feminist Ethic, Oxford University Press, 2019[10]

### Herausgeberschaft
- The Routledge Companion to Feminist Philosophy, co-editor with Ann Garry and Alison Stone, Routledge, 2017